# Primero de Mayo, Zacatecas
Primero de Mayo är en ort i Mexiko.   Den ligger i kommunen Villa de Cos och delstaten Zacatecas, i den centrala delen av landet, 600 km nordväst om huvudstaden Mexico City. Primero de Mayo ligger 2 017 meter över havet och antalet invånare är 318.
Terrängen runt Primero de Mayo är platt norrut, men söderut är den kuperad. Runt Primero de Mayo är det mycket glesbefolkat, med 5 invånare per kvadratkilometer. Närmaste större samhälle är Majoma, 6,1 km norr om Primero de Mayo. Omgivningarna runt Primero de Mayo är i huvudsak ett öppet busklandskap.